# Vandnymfer
Vandnymfer (Zygoptera) er en af to underordener af guldsmede i klassen insekter. De kan kendes fra de ægte guldsmede, som er den anden underorden af guldsmede, på, at det bageste par vinger er smallere, og på at vingerne i hvile lægges bagud over bagkroppen. Vandnymfernes nymfe er slankere end hos de ægte guldsmede. På dens bagkrop findes tre haleblade, der bruges som svømmevifte. De er blevet kaldt gælleblade, men åndedrættet foregår gennem huden.

## Danske arter
Nogle af de omkring 20 danske arter. De fleste er 30-48 millimeter lange.
- Almindelig vandnymfe (Enallagma cyathigerum)
- Rødøjet vandnymfe (Erythromma najas) er 38 millimeter lang. Hunnen har gule øjne. Den findes som regel kun ved søer og store damme, hvor den flyver lavt over vandet i juni/august.
- Hestesko-vandnymfe (Coenagrion puella)
- Flagermus-vandnymfe (Coenagrion pulchellum)
- Rød vandnymfe (Pyrrhosoma nymphula)
- Stor farvevandnymfe (Ischnura elegans)
- Almindelig kobbervandnymfe (Lestes sponsa)
- Sortmærket kobbervandnymfe (Lestes dryas)
- Blåbåndet pragtvandnymfe (Calopteryx splendens)
- Blåvinget pragtvandnymfe (Calopteryx virgo)